# Agnese d'Assisi
Caterina Scifi, detta Agnese d'Assisi (Assisi, 1197 – Assisi, 16 novembre 1253), è stata una badessa italiana, sorella minore di Chiara. Fu badessa di Monticelli, da dove fondò numerosi monasteri di Povere Dame nell'Italia centro-settentrionale. Nel 1752 papa Benedetto XIV ne permise il culto come santa.

## Biografia
Era la terza delle quattro figlie del conte Favarone di Offreduccio degli Scifi, preceduta da Chiara e Penenda degli Scifi, l'unica di loro che si sposò, seguita da Beatrice d'Assisi, che avrebbe invece raggiunto le sorelle a San Damiano con la madre; il suo vero nome, Caterina, le fu cambiato da Chiara al momento della professione monacale. Sua madre Ortolana (venerata come beata dalla Chiesa cattolica) apparteneva alla nobile famiglia dei Fiumi e suo cugino Rufino era uno dei "Tre Compagni" di Francesco d'Assisi. 
L'infanzia di Agnese trascorse tra il palazzo del padre in città e quello di Sasso Rosso sul Monte Subasio.
Il 18 marzo 1212 la sorella maggiore Chiara, mossa dalla predicazione e dall'esempio di san Francesco, lasciò la casa paterna per seguirne gli insegnamenti.
Sedici giorni più tardi, secondo alcune leggende agiografiche, si rifugiò nel monastero di Sant'Angelo in Panzo, dove le monache benedettine avevano offerto rifugio a Chiara, e decise di condividere la vita di povertà e penitenza di sua sorella.
Adirato da questa decisione, secondo quanto narrato in dettaglio nelle "Cronache dei Ventiquattro Generali", il padre mandò suo fratello Monaldo con alcuni parenti e uomini armati al monastero di Sant'Angelo per costringere Agnese, nel caso la persuasione non fosse bastata, a ritornare a casa.
La leggenda devozionale racconta come Monaldo, fuori di sé dalla rabbia, abbia sguainato la spada per colpire la giovane senza riuscire nell'intento. Il suo braccio infatti cadde, privo di forza, lungo il fianco; gli altri allora trascinarono Agnese, afferrandola per i capelli, fuori dal monastero e colpendola a calci ripetutamente.
Chiara arrivò subito per salvarla ma improvvisamente il corpo di Agnese diventò talmente pesante che i soldati invano tentarono di trasportarla; alla fine la lasciarono, mezza morta, in un campo vicino al monastero.
Secondo questo racconto i parenti di Agnese furono costretti a ritirarsi e a permetterle di rimanere con la sorella Chiara, sopraffatti da un potere spirituale contro il quale la forza fisica nulla poteva.
Dalla stessa Cronaca viene narrato che Francesco, compiacendosi della resistenza opposta da Agnese nei confronti dei suoi genitori, le tagliò i capelli e le diede l'abito della Povertà.
Subito dopo stabilì le due sorelle a San Damiano, in una piccola e grezza dimora adiacente all'umile santuario che Francesco stesso aveva aiutato a ricostruire.
Donne di ogni ceto provenienti da Assisi si unirono a Chiara e Agnese e fondarono l'Ordine delle Povere Dame di San Damiano, o delle clarisse, come vennero in seguito chiamate queste monache di ispirazione francescana.
Nel 1219 Agnese, nonostante la sua giovane età, fu scelta da Francesco per fondare e guidare una comunità di Povere Dame a Monticelli, vicino a Firenze, che con il corso del tempo divenne quasi famosa come quella di San Damiano. Santa Chiara inviò sua sorella Agnese alla collina di San Vito, presso Firenze, per fondare lì un monastero, di cui resta oggi un edificio, ubicato in via San Vito (Firenze) e noto come la Fonte di San Francesco.
Una volta diventata badessa Agnese ottenne l'ammirazione delle compagne che la consideravano una maestra da cui imparare il cammino verso nuove strade di perfezionamento cristiano.
Piena di zelo per la diffusione dell'Ordine, Agnese fondò da Monticelli alcuni monasteri di Povere Donne nel nord dell'Italia, inclusi quelli di Mantova, Venezia e Padova, ognuno dei quali dichiarava nei propri intenti di osservare la stessa fedeltà agli insegnamenti di Francesco e Chiara.
Nel 1253 Agnese fu chiamata a San Damiano durante l'ultima malattia di Chiara e qui l'assistette fino alla morte e al successivo funerale. Il 16 novembre dello stesso anno Agnese morì. La madre, Ortolana, e la sorella più giovane, Beatrice, che avevano entrambe seguito Chiara e Agnese nell'Ordine, erano già morte.

## Culto
I resti di sant'Agnese riposano vicino al corpo della madre e delle sorelle nella Chiesa di Santa Chiara ad Assisi. Dopo la sua morte i devoti le hanno attribuito numerosi miracoli.
Papa Benedetto XIV consentì all'Ordine francescano di celebrare la sua festa il 16 novembre.
(Martirologio Romano)